# Bruder Martin (1981)
Der Spielfilm Bruder Martin (französischer Titel: Frère Martin) mit Bernhard Lincot als Martin Luther, ist ein Fernsehfilm in zwei Teilen, der kurz vor dem 500. Geburtstag von Martin Luther im Jahre 1983 gedreht wurde.
Der Zweiteiler war eine Koproduktion von TF – 1 Paris, SFP Paris, Taurus Film München und dem Bayerischen Rundfunk. In Frankreich wurde der Film erstmals am 8. September 1981 ausgestrahlt. In Deutschland wurde der erste Teil am 9. November 1983 und der zweite Teil am 13. November 1983 in der ARD ausgestrahlt.

## Handlung
Martin Luther ist entgegen dem Willen seines Vaters Augustinermönch geworden. Doch Bruder Martin verabscheut das Betteln bei den armen Bauern, wie es bei den Augustinern üblich ist. Sind solche Spenden, „gute Werke“ und seligmachend? Ist es rechtens, wenn ein armer Bauer, der von Adligen beim Wildern ertappt wird, sogleich von diesen zum Tode verurteilt wird? Bruder Martin muss solches erleben und wird, weil er gerade vorbeikommt und so zufällig anwesend ist, aufgefordert, die letzte Beichte des Verurteilten abzunehmen, was er auch tut. Der Bauer wird gehängt und dessen Sohn Bernhard, der Zeuge der Geschehnisse wird, bleibt mit Trauer und Zorn gegen Adlige und Mönche als Helfer der Obrigkeit zurück. Bruder Martin verfällt nach diesen Erlebnissen in starke Zweifel. Der Ordensobere Johann von Staupitz, der dies beobachtet, sorgt sich um ihn. Er versucht Bruder Martin zu helfen und mahnt ihn: „Nicht Gott zürnt Dir, du zürnst Gott.“
Nach tagelanger innerer Unruhe gewinnt Martin die erlösende Erkenntnis, dass Gottes Gerechtigkeit auf dessen Gnade beruht. Der Mensch, also auch er selbst, muss nur glauben. Bruder Martin wird bald darauf Professor an der neuen Wittenberger Universität und unterrichtet dort Moraltheologie. In Wittenberg predigt er aber auch von der Kirchenkanzel. Als er erfahren muss, dass Johann Tetzel mit Zuspruch des Papstes den Ablass predigt, handelt er und veröffentlicht 95 Thesen gegen diese Praxis. Die Reformation beginnt.
Auch Bernhard, der Sohn des hingerichteten Wilderers, wird zunächst Verfechter von Luthers neuen Lehren. Aber nachdem sich in Bernhards Privatleben das Unglück häuft, wird er erneut zum Feind Luthers. Seine Frau Margarete hatte sich das Leben genommen, nachdem ihr gemeinsames ungetauftes Kind kurz nach der Geburt gestorben war. Nun glaubt Bernhard, dass Gott mit ihm zürnt, weil er auf Luthers Seite übergetreten war.
Im April 1521 ist Luther auf dem Reichstag zu Worms und muss sich dort dem Kaiser verantworten. Luther soll seine Thesen und Lehren widerrufen, doch er tut dies nicht und der Kaiser Karl V. beschließt, dass Martin Luther zwar innerhalb der nächsten 20 Tage nach Hause heimkehren darf, nach Ablauf dieser Zeit jedoch vogelfrei sein soll. Auf der Heimfahrt wird Luther durch bewaffnete Reiter des Kurfürsten Friedrich von Sachsen, Luthers Landesherrn, verschleppt. Nach diesem fingierten Überfall, durch den er auf die Wartburg gelangt, lebt er dort versteckt und in Sicherheit als Junker Jörg. In dieser Zeit übersetzt er das Neue Testament ins Deutsche. Der Friede herrscht jedoch nicht lange. In Wittenberg sind Unruhen ausgebrochen und so fühlt Luther sich verpflichtet, zurückzukehren. In Wittenberg wieder angekommen beginnt er zu predigen und versucht so, die Ordnung wiederherzustellen.

## Kritik
Michael Skasa schrieb 1983 in der Zeit, dass Bruder Martin „ein furchtbarer Zweiteiler“ wäre, „bei dem eigentlich nichts stimmt und das Falsche noch nicht mal gemacht ist: Die Atmosphäre falsch, Historie verfälscht, die Figuren daneben […] Man weiß nicht, was und warum und wo, man sieht Wiesen und Kostüme und einen markigen Franzosen, der sich Martin nennt …“